# Карен (сленг)
Карен (енгл. Karen) пејоративни је термин који се користи као сленг, типично за бјелкињу из средње класе која сматра да има право или захтјева нешто изван оквира онога што је нормално. Термин се често приказује у мимовима који приказују бјелкиње из средње класе које „користе своју бјелачку и класну привилегију да нешто захтијевају”. Прикази укључују захтјев за „разговор са менаџером”, расизма или ношење одређене паж фризуре. Популаризован је након инцидента у Сентрал парку 2020. године.
Термин пејеративним сматрају они који вјерују да је расистички, сексистички, класистички, дискриминаторски по питању узраста и да је повезан са контролисањем понашања жена. Термин се повремено примјењује на понашање мушкараца.
Током 2020, термин се све чешће јављао у медијима и друштвеним мрежама, укључујући и током пандемије ковида 19 и протеста поводом убиства Џорџа Флојда.  је 2020. назвао „годином Карен”.

## Поријекло
У афроамеричкој култури постоји историја именовања тешко подношљивих бјелкиња или оних које „оружавају” свој положај особеним пејоративним називом. У предратном добу (1815—1861), коришћен је назив „госпођица Ен” (енгл. Miss Ann). Почетком 1990-их коришћен је назив „Беки” (енгл. Becky). Још 2018, прије него што је забиљежена употреба назив „Карен”, у употреби су била алтернативна имена која одговарају одређеним инцидентима, као што је „Барбикју Беки” (енгл. Barbecue Becky), „Корнстор Керолајн” (енгл. Cornerstore Caroline) и „Пермит Пети” (енгл. Permit Patty). Лингвиста Карен Лалхун повезује стереотипе везане за „Карен” са старијом „мамом фудбалера”.
За термин „Карен” предложено је неколико могућих поријекла. Ране употребе Карен са шаљивом примјеном укључује лик Карен (коју глуми Аманда Сејфред) у филму Опасне дјевојке из 2014, скеч Дејна Кука The Friend Nobody Likes на албуму Retaliation из 2005. и мим из 2016. везан за жену у огласу за конзолу Nintendo Switch, која испољава примјетно антисоцијално понашање и дат јој је надимак „антисоцијална Карен” (енгл. antisocial Karen). У децембру 2017, мимови о Карен постали су вирални на Reddit-у, а најранији је био корисник karmacop9, који је говорио о томе да је његова бивша жена Карен преузела старатељство над њиховом дјецом. Објаве су довеле до стварања subreddit-а „r/FuckYouKaren”, који садржи мимове о објавама и инспиративне спин-офове који укључују „r/karen” и „r/EntitledKarens”  посвјећене критиковању Карена.
Истакнутије објашњење, које укључује расу, израз је који потиче од црнаца и односи се на неразумне бјелкиње. Термин је популаризован на Black Twitter-у као мим који се користи за описивање бјелкиња које „брбљају на штандовима с лимунадом црначке дјеце” или које ослобађају „насилну историје бјелачке женствености”. Часопис Bitch је описао Карен као термин који је настао међу црнкињама, али су га прихватили бијелци. У чланку о инцидентима високог профила у Сједињеним Државама када су бјелкиње позвале полицију због црнаца, The Guardian је 2020. назвао „годином Карен”.